# Borjat
Borjat (mađ. Borjád) je selo u južnoj Mađarskoj.
Zauzima površinu od 15,59 km četvornih.

## Zemljopisni položaj
Nalazi se u južnom podnožju Mečeka, na 45°56'2" sjeverne zemljopisne širine i 18°28'2" istočne zemljopisne dužine, jugozapadno od Mohača i 1,5 km istočno od Velikog Budmira.

## Upravna organizacija
Upravno pripada Mohačkoj mikroregiji u Baranjskoj županiji. Poštanski broj je 7756.

## Stanovništvo
U Borjatu živi 449 stanovnika (2002.).

## Vanjske poveznice
- Borjat na fallingrain.com